# Yakitori

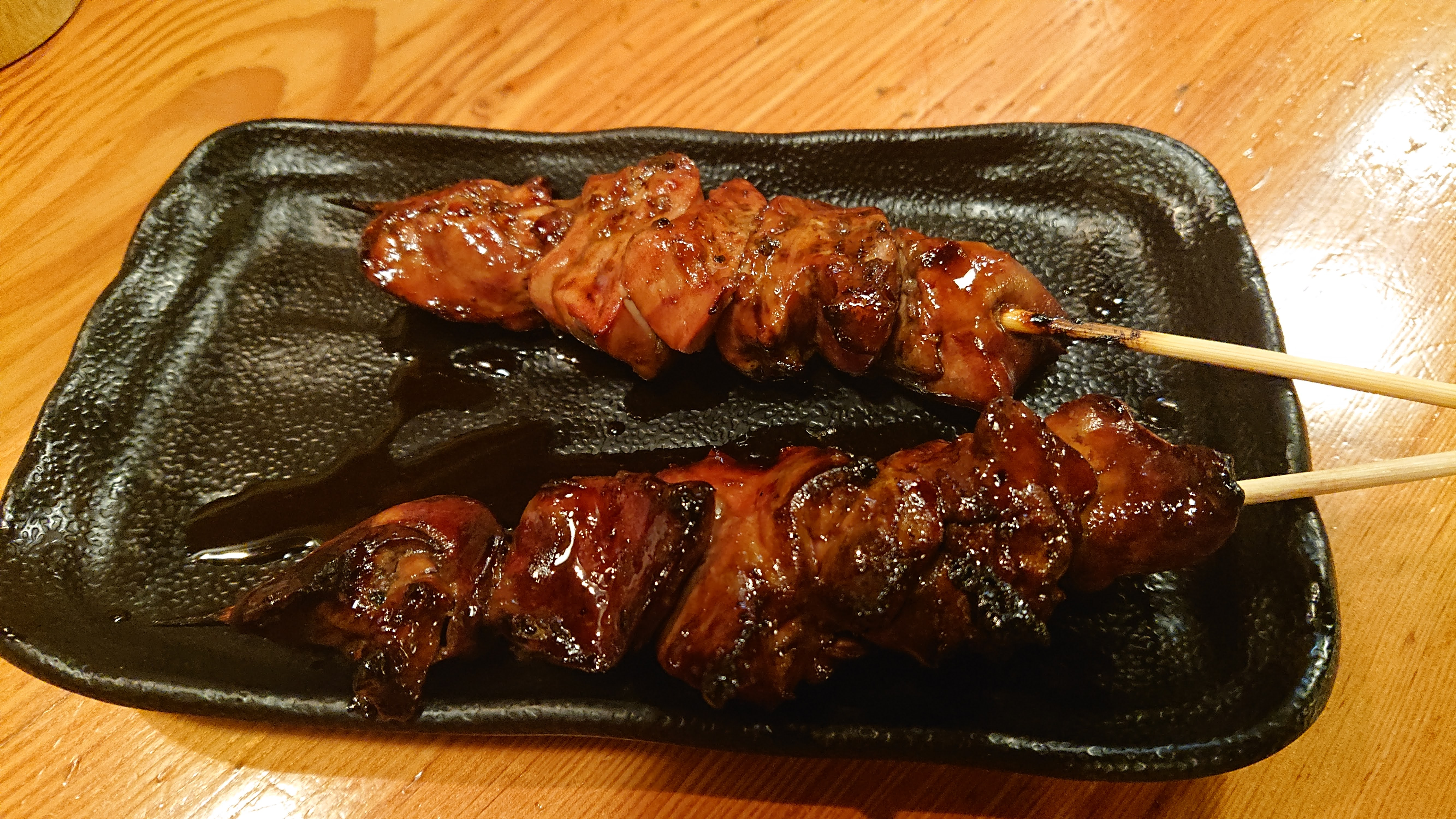
Yakitori

Lo yakitori (焼き鳥, scritto anche やきとり? lett. "uccello alla griglia") è un piatto tipico della cucina giapponese, e consiste in degli spiedini di pollo.

## Preparazione
Gli yakitori sono composti da pezzetti di pollo o da frattaglie dello stesso infilzati su spiedini di bambù e grigliati, di solito su carbonella binchōtan. In Giappone, nei ristoranti di yakitori (yakitori-ya), si ritrova ogni possibile parte di pollo. È quindi possibile ordinare spiedini composti unicamente da parti di coscia, petto, cartilagine, pelle e altre parti, e il costo della pietanza cambia a seconda della parte ordinata. Di solito è possibile scegliere se farselo preparare salato, oppure con la salsa tare, fatta di mirin, sakè, salsa di soia e zucchero.

## Varianti
- momo (もも? coscia di pollo)
- negima (ねぎ間? cipolla e pollo)
- tebasaki (手羽先? ala di pollo)
- yotsumi (四つ身? pollo)
- nankotsu (軟骨? cartilagine di pollo)
- rebā (レバー? fegato di pollo)
- tsukune (つくね? polpetta  di pollo)
- torikawa (とりかわ? pelle di pollo)
- atsuage tōfu (厚揚げとうふ? tofu fritto)
- enoki maki (エノキ巻き? funghi avvolti in carne di maiale)
- pīman (ピーマン? pepe verde)
- asupara bēkon (アスパラベーコン? asparagi avvolti nella pancetta)
- butabara (豚ばら? pancia di maiale)